# Karin Elharar
Karin Elharar (en hébreu : קארין אלהרר הרטשטיין), née le 9 octobre 1977 à Kiryat Ono, est une femme politique israélienne d'origine marocaine, membre de Yesh Atid. Elle est députée à la Knesset de 2013 à 2021.
De 2021 à 2022, elle est ministre des Infrastructures nationales, de l'Énergie et de l'Eau dans le gouvernement Bennett-Lapid.

## Biographie
Elle est la fille de Moti et Colette Elharar, originaires du Maroc.
Elle étudie au collège de management à Rishon LeZion. De 2008 à 2013, elle travaille à l'université Bar-Ilan et se spécialise dans le droit des survivants de l'Holocauste, des handicapés et des retraités.
Elle rejoint le parti Yesh Atid en 2012. L'année suivante, elle est élue députée à la Knesset. Elle est réélue en 2015 et en avril 2019.
Karin Elharar souffre de dystrophie musculaire et utilise un fauteuil roulant pour se déplacer.